# José Hernández (peintre)
Pour les articles homonymes, voir José Hernández.
José Hernández Muñoz, né le 5 janvier 1944 à Tanger (Maroc) et mort le 20 novembre 2013 à Malaga (Espagne), est un peintre et plasticien espagnol connu surtout pour ses illustrations éditoriales.

## Biographie
Il réalise sa première exposition dans la « Librairie des Colonnes » de Tanger en 1962.
En 1964, il commence à travailler à Madrid.

## Prix
- Prix national d'arts plastiques, Madrid, 1981[2].
- Premio Internacional Biella per L’Incisione, Italie.
- Medalla de Honor de la XII Internacional Exhibition of Modern Ex Libris de Malbork, Pologne.
- Medalla de Honor de la Real Academia de Bellas Artes de Santa Isabel de Hungría de Seville.
- Membre titulaire de l’Académie européenne des sciences, des arts et des lettres, Paris.
- Premio Nacional de Arte Gráfico de 2006